# Tres militiae
As tres militiae ("três patentes militares") correspondiam à progressão de carreira no exército do Império Romano dentro da ordem equestre. O sistema foi desenvolvido enquanto alternativa ao cursus honorum da ordem senatorial, de modo a permitir que houvesse mobilidade social entre os equestres e identificar os indivíduos aptos para a administração. As três patentes, que eram detidas geralmente durante um período de dois a quatro anos, eram o perfeito de coorte, tribuno militar e perfeito de uma ala. Os homens que progrediam para além da tres militiae tornavam-se geralmente prefeitos das provisões (praefectus annonae), prefeitos do Egito ou prefeitos pretorianos, as mais distintas prefeituras disponíveis para a ordem equestre.